# Miguel Palacios Martínez
Miguel Palacios Martínez (Deza, Sòria, 30 d'abril de 1895 - Madrid, 16 de maig de 1979) va ser un militar espanyol que va combatre en la Guerra Civil Espanyola.

## Biografia
Va néixer a Deza (Sòria) en 1895. Va ingressar en l'Exèrcit a força jove, especialitzant-se en sanitat militar.
Destinat al Nord d'Àfrica, va participar en la Guerra del Marroc. En 1921 va ser un dels pocs que va aconseguir escapar del desastre d'Annual, arribant al Marroc francès i posteriorment reincorporant-se a la zona espanyola. Durant la Dictadura de Primo de Rivera va conspirar contra el règim, entrant en contacte amb grups anarquistes.
El juliol del 1936 es trobava destinat a Madrid, al Parc Central de Sanitat Militar, amb el rang de capità mèdic. Després de l'esclat de la Guerra Civil es va mantenir fidel a la República i va estar destinat a l'Estat Major de la Columna Uribarri. Posteriorment va estar al capdavant de l'anomenada Columna Palacios, composta en la seva majoria per militants anarquistes. A la fi de 1936 aquesta milícia va ser militaritzada i s'acabaria reconvertint en la 39a Brigada Mixta, unitat que també va manar durant algun temps. Al març de 1937 va ser nomenat comandant de la 5a Divisió, destinada en el Front de Madrid. En la primavera de 1938 va ser nomenat comandant del XVI Cos de l'Exèrcit, de nova creació. Per a llavors ja ostentava el rang de tinent coronel. Al capdavant d'aquesta agrupació, Palacios Martínez va participar en la campanya del Llevant, sostenint durs combats amb les tropes de l'Exèrcit franquista que intentaven conquistar València.
Cap al final de la contesa va haver de marxar a l'exili, encara que posteriorment va aconseguir tornar a Espanya i es va instal·lar en la capital, Madrid.
Va morir a Madrid el 16 de maig de 1979.